# Amicizia (commedia)
Amicizia è una commedia composta da un unico atto, scritta da Eduardo De Filippo nel 1952 e contenuta nella Cantata dei giorni dispari.

## Trama
L'opera narra la storia di un certo Alberto Califano che da diversi anni non fa visita all'amico Bartolomeo Ciaccia. Quando lo incontra, viene a sapere che l'uomo è ormai alla fine dei suoi giorni. Bartolomeo ha una sorella, Carolina, che lo accudisce e tenta di esaudire tutti i suoi desideri. L'infermo si rende odioso con il suo comportamento e l'amico si ritrova a dover interpretare diversi ruoli per venire incontro alle esigenze del malato.
Nel finale sarà proprio Alberto a venire colpito da una confidenza che Bartolomeo gli rivela ingannato dal travestimento dell'amico, infatti scoprirà che il figlio primogenito è nato da una relazione della moglie con Bartolomeo.